# Adetus tayronus
Adetus tayronus är en skalbaggsart som beskrevs av Maria Helena M. Galileo och Martins 2003. Adetus tayronus ingår i släktet Adetus och familjen långhorningar. Inga underarter finns listade i Catalogue of Life.